# Cantone di La Chambre
Il Cantone di La Chambre era una divisione amministrativa dell'arrondissement di Saint-Jean-de-Maurienne.
È stato soppresso a seguito della riforma complessiva dei cantoni del 2014, che è entrata in vigore con le elezioni dipartimentali del 2015.
Comprendeva i comuni di:
- La Chambre
- La Chapelle
- Les Chavannes-en-Maurienne
- Montaimont
- Montgellafrey
- Notre-Dame-du-Cruet
- Saint-Alban-des-Villards
- Saint-Avre
- Saint-Colomban-des-Villards
- Sainte-Marie-de-Cuines
- Saint-Étienne-de-Cuines
- Saint-François-Longchamp
- Saint-Martin-sur-la-Chambre
- Saint-Rémy-de-Maurienne